# Arsk
Arsk o Archa (ruso: Арск), centro administrativo del distrito homónimo de la República de Tartaristán, Rusia. Está al margen del río Kazanka, a 65 km de Kazán y es también una estación de paso en la línea ferroviaria entre Kazán y Agryz. 
Fue fundada por los volgabúlgaros en el siglo XIII y según el censo ruso de 2002 tenía 17.211 habitantes, de los que un 83% eran tártaros, 15 % rusos y el 2 % restante mordovianos, maríes, chuvasios y udmurtos. El censo soviético anterior de 1989 era de 13938 habitantes. 
El nombre tártato de la ciudad (Arça), puede traducirse como  de los udmurtos o udmurtiana.
La ciudad fue capital de Arsk Darugha (Arça daruğası) durante el Janato de Kazán (darugha era una subdivisión). Aunque se encontraba en una zona poblada por tártaros, los habitantes de la zona eran udmurtos, y es posible que antes hubiera una población fínica, que más tarde asimilaran los tártaros. Arsj fue una de las más resistentes fortaleza del janarato hasta que fue tomada por el ejército ruso bajo órdenes del príncipe Vorotynsky en 1552.
En 1606,se reconstruyó como fortaleza rusa. En 1708–1796, fue un eje de Arsky Uyezd. Entre 1781-1926, se convertiría en pueblo. En 1918, fue tomada en una rebelión bolchevique. Entre 1920–1930 fue eje de Cantón kazán. Desde 1938 es un asentamiento urbano y el 27 de junio de 2008, se le concedió el título de ciudad.